# Ramelen
Ramelen ist eine heute bewaldete Jurarippe über der Sonnenhalde am Vorberge nordwestlich von Egerkingen im Schweizer Kanton Solothurn. Von einer örtlichen Sage über eine zerstörte Burg angeregte Grabungen Theodor Schweizers brachten ab 1925 auf Ramelen Reste einer mit Wall und Graben befestigten jungsteinzeitlichen Siedlung mit mehreren Wohngruben zum Vorschein, die der Horgener Kultur und der Schnurkeramik zugeordnet wird.
Die gefundenen Werkzeuge und Pfeilspitzen sind zum grössten Teil aus lokal vorkommendem Feuer- oder Hornstein gefertigt, einige auch aus Grünstein oder Quarz, darunter zwei kleine Lamellen von Bergkristall. Als Schleifsteine dienten vor Ort Granit und Sandstein; eine Handmühlenunterlage besteht ebenfalls aus Granit. Die Keramikfunde weisen nur wenige Spuren von Verzierung auf.